# Авилов, Пётр Семёнович
Пётр Семёнович Авилов (10 июня 1910, село Лебеди, Курская губерния — 2004) — советский стрелок, многократный чемпион и призёр чемпионатов СССР, участник Олимпийских игр 1952 года. Заслуженный мастер спорта СССР (1953), заслуженный тренер РСФСР.

## Карьера
На соревнованиях Авилов представлял ВФСО «Динамо» (Москва).
В 1952 году вошёл в состав сборной СССР на Олимпийских играх в Хельсинки. Он принял участие в двух дисциплинах с малокалиберной винтовкой. В стрельбе лёжа с 50 метров показал 24-й результат (395 очков). В стрельбе с трёх позиций (50 м.) занял 5 место, набрав по 1162 очка со швейцарцем Эрнстом Хубером и всего на одно очко отстав от занявшего третье место Бориса Андреева.
Также в составе сборной Авилов дважды становился чемпионом мира (1954 и 1958) в командных соревнованиях.
Сын и воспитанник Петра Авилова — Виктор (р. 1940) также стал известным стрелком и тренером. Внучка Наталья Викторовна Кокорева (р. 1962) — также спортсменка, замужем за Борисом Кокоревым.

## Награды
- Орден «Знак Почёта» (27.04.1957) — «за успехи, достигнутые в деле развития массового физкультурного движения в стране, повышения мастерства советских спортсменов, и успешное выступление на международных соревнованиях»